# Dicrotendipes balciunasi
Dicrotendipes balciunasi är en tvåvingeart som beskrevs av Epler 1988. Dicrotendipes balciunasi ingår i släktet Dicrotendipes och familjen fjädermyggor. Inga underarter finns listade i Catalogue of Life.